# Guangzhou International Challenger 2023
Il Guangzhou International Challenger 2023, noto anche come Guangzhou Nansha International Challenger, è stato un torneo maschile di tennis professionistico giocato sul cemento. È stata la 6ª edizione del torneo, facente parte della categoria Challenger 75 nell'ambito dell'ATP Challenger Tour 2023. Si è giocato al Guangzhou International Tennis Centre di Canton, in Cina, dall'11 al 16 settembre 2023.

## Partecipanti

### Teste di serie
| Nazionalità | Giocatore             | Ranking* | Testa di serie |
| ----------- | --------------------- | -------- | -------------- |
| Australia   | Christopher O'Connell | 69       | 1              |
| Australia   | Marc Polmans          | 174      | 2              |
| Cina        | Shang Juncheng        | 178      | 3              |
| Cina        | Bu Yunchaokete        | 214      | 4              |
| Francia     | Térence Atmane        | 218      | 5              |
| Giappone    | Rio Noguchi           | 251      | 6              |
|             | Evgenij Donskoj       | 255      | 7              |
| Australia   | Li Tu                 | 256      | 8              |

* Ranking al 28 agosto 2023.

### Altri partecipanti
I seguenti giocatori hanno ricevuto una wild card per il tabellone principale:
- Li Zhe
- Mo Yecong
- Mu Tao

Il seguente giocatore è entrato in tabellone come alternate:
- Arthur Weber

I seguenti giocatori sono passati dalle qualificazioni:
- Yin Bang-shuo
- Wang Aoran
- Arjun Kadhe
- Mikalai Haliak
- Sun Qian
- Luca Castelnuovo

## Punti e montepremi
| Torneo    | Torneo              | V      | F     | SF    | QF    | 2T    | 1T  | Q | Q2  | Q1  |
| Singolare | Punti               | 75     | 50    | 30    | 16    | 7     | 0   | 4 | 2   | 0   |
| Singolare | Premi in denaro ($) | 10,840 | 6,355 | 3,780 | 2,200 | 1,300 | 780 | – | 390 | 200 |
| Doppio    | Punti               | 75     | 50    | 30    | 16    | –     | 0   | – | –   | –   |
| Doppio    | Premi in denaro ($) | 4,645  | 2,700 | 1,630 | 965   | –     | 545 | – | –   | –   |

## Campioni

### Singolare
Térence Atmane hanno sconfitto in finale  Marc Polmans con il punteggio di 4–6, 7–6(7), 6–4.

### Doppio
Antoine Bellier /  Luca Castelnuovo hanno sconfitto in finale  Ray Ho /  Matthew Romios con il punteggio di 6–3, 7–6(5).